# 汀江圩华侨近代建筑群
汀江圩华侨近代建筑群，俗稱梅家大院，位于中国广东省江门市台山市端芬镇大同河畔，是目前中國保存得最完好，且具有一定規模的華僑建築的典型代表。2002年7月17日，公佈為第四批广东省文物保护单位。
汀江圩建於1932年，占地面積80亩，由108幢二至三層騎樓建築呈四方排列所組成，中間設40亩空地供擺設墟市，因出資興建的村民多姓梅，由此被稱作梅家大院。

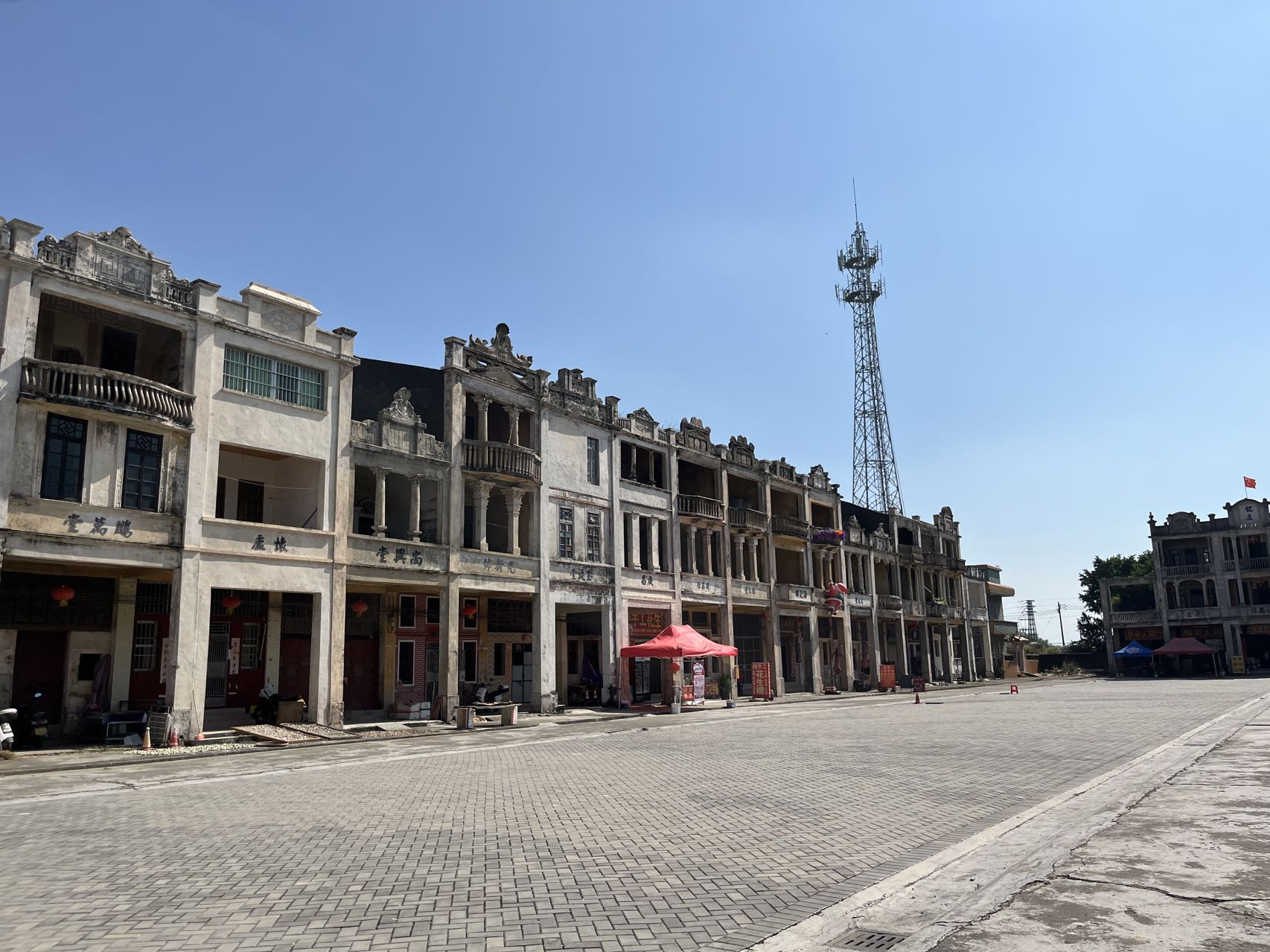
阳光照耀下的端芬梅家大院(2024)

梅家大院興建時，散居世界各地的華僑均將其所在國家的建築風格和元素融合到設計當中，因而在整齊劃一的佈局之下，每幢樓房展示出的裝飾風格卻迥然不同。
2022年上半年，台山市检察院开展了针对梅家大院的文物保护公益诉讼专项行动，发现该建筑存在修缮不当、产权不清、部分骑楼年久失修、墙体剥落、结构损坏等问题，严重影响安全。检察院通过走访当地华侨群众、与相关部门沟通，并使用无人机等手段进行调查取证，全面了解梅家大院的保护现状。基于调查结果，检察院召开了公开听证会，邀请文化专家和公益诉讼观察员发表意见，推动当地政府和文物主管部门采取有效修缮措施。听取专家建议后，政府启动了文物保护工程，并聘请专业单位设计修缮方案。在实施过程中，检察机关积极协调商户，确保修缮工程获得商户支持。2023年，梅家大院结合“南粤古驿道”等资源，推出了银信文化、侨乡文化特色旅游项目，并成功举办了咖啡文化节和影视周活动。2023年春节期间，梅家大院接待游客人数达5.92万人次，同比增长37%。
有多套影視作品在梅家大院取景，如電影《讓子彈飛》、電視劇《狂飆》等，使梅家大院日漸聞名起來。